# Isco
Artikeln följer den spanska namnseden; faderns efternamn är Alarcón och moderns efternamn Suárez.
Francisco Román Alarcón Suárez, mer känd som Isco, född 21 april 1992 i Benalmádena, Málaga, Andalusien, är en spansk fotbollsspelare som spelar för Real Betis. Han spelar främst som offensiv mittfältare.

## Klubbkarriär
Isco gjorde sin debut för Valencia den 11 november 2010 i en Copa del Rey-match mot UD Logroñés. Matchen slutade med hemmavinst 4-1 och Isco gjorde två mål. Hans debut i La Liga kom den 14 november 2010, när han fick spela 20 minuter i 2–0-hemmavinsten över Getafe CF.
I juli 2011 värvades Isco av Málaga CF för sex miljoner euro och skrev på ett femårskontrakt med klubben. Han gjorde sitt första mål för klubben den 21 november 2011 i en 3−1-bortavinst över Racing de Santander.
Den 26 juni 2013 bekräftade Real Madrids förre president Florentino Pérez att en uppgörelse hade nåtts med spelaren och att han skulle presenteras av klubben veckan efter. Följande dag tecknade Isco ett femårigt avtal med Real Madrid och han blev därmed det första nyförvärvet under den nytillträdde tränaren Carlo Ancelotti.
Den 7 augusti 2022 värvades Isco av Sevilla, där han skrev på ett tvåårskontrakt. Den 26 juli 2023 värvades Isco av Real Betis. I december 2023 förlängde han sitt kontrakt i klubben fram till juni 2027.

## Meriter

### Real Madrid
- La Liga: 2016/2017, 2019/2020, 2021/2022
- UEFA Champions League: 2013/2014, 2015/2016, 2016/2017, 2017/2018, 2021/2022
- Spanska cupen: 2013/2014
- Spanska supercupen: 2017, 2019, 2021
- UEFA Super Cup: 2014, 2016, 2017
- VM för klubblag: 2014, 2016, 2017, 2018

Spanien U17
- U17-världsmästerskapet i fotboll: Tredje plats 2009